# Кербулак
Кербула́к (каз. Кербұлақ) — село у складі Конаєвської міської адміністрації Алматинської області Казахстану. Входить до складу Шенгельдинського сільського округу.
Населення — 1754 особи (2021; 1543 у 2009, 1932 у 1999, 1796 у 1989).

## Історія
У радянські часи село називалось Совхоз Кербулацький.